# Вільгельм (герцог Нассау)
Вільгельм (нім. Wilhelm I.;  14 червня 1792 —  20 серпня 1839) — герцог Нассауський у 1816—1839 роках.

## Біографія
Вільгельм народився 14 червня 1792 року у Кірхгаймболандені. Він був старшим з чотирьох дітей Фрідріха Вільгельма Нассау-Вайлбурзького та його дружини Луїзи Ізабелли Кірхберг.
У 21 рік Вільгельм узяв шлюб із 19-річною донькою герцога Фрідріха Саксен-Хільдбурґхаузенського, Луїзою. Весілля відбулося 24 червня 1813. У подружжя народилося восьмеро дітей. 
У січні 1816 року наслідував батькові, як соправитель герцогства. За кілька тижнів, після смерті герцога Фрідріха Августа, став одноосібним володарем.
За два з половиною місяці після народження молодшої доньки, Луїза померла. За чотири роки Вільгельм одружився із небогою першої дружини, Пауліною Вюртемберзькою. Весілля пройшло 23 квітня 1829 року у Штутгарті. Нареченій було 19 років, нареченому — 36. Від цього шлюбу мав трьох дітей, що досягли дорослого віку.
Державними міністрами за правління Вільгельма були Ернст Франц фон Біберштайн (з 1806 і до своєї смерті у 1834) та Карл фон Вальдердорф (з 1834 до 1842).
1 січня 1836 року Нассауське герцогство увійшло до Німецького митного союзу.
Резиденцією герцога слугував палац Бібріх. У 1837 році у Вісбадені розпочалося будівництво нового замку, проте до його завершення Вільгельм не дожив, пішовши з життя 20 серпня 1839 року від інсульту.

## Родина
Дружина — Луїза Саксен-Гільдбурггаузенська
Діти:
- Августа (13 квітня—3 жовтня 1814) — померла немовлям;
- Тереза (1815—1871) — дружина принца Ольденбурзького Петра Георгійовича, мала восьмеро дітей;
- Адольф (1817—1905) — наступний герцог Нассау (1839—1866), великий герцог Люксембургу (1890—1905), був двічі одружений, мав шестеро дітей.
- Вільгельм Карл Генріх (1819—1823) — помер в дитячому віці;
- Моріц (1820—1850) — одружений не був, дітей не мав;
- Марія Вільгельміна (1822—1824) — померла в дитячому віці;
- Вільгельм Карл Август (1823—1828) — помер в дитячому віці;
- Марія (1825—1902) — дружина принца Германа цу Від, мала трьох дітей.

Дружина — Пауліна Вюртемберзька (1810–1856)
- Олена (1831—1888) — дружина князя цу Вальдек-Пірмонт Георга Віктора, мала шістьох доньок та сина;
- Миколай Вільгельм (1832—1905) — принц Нассауський, взяв морганатичний шлюб із Наталією Пушкіною, яка отримала титул графині фон Меренберг, мав із нею двох доньок та сина;
- Софія (1836—1913) — дружина короля Швеції та Норвегії Оскара II, мала четверо синів.